# Clubiona achilles
Clubiona achilles är en spindelart som beskrevs av Henry Roughton Hogg 1896. Clubiona achilles ingår i släktet Clubiona och familjen säckspindlar. Inga underarter finns listade i Catalogue of Life.